# 科斯塔恰罗
科斯塔恰罗（義大利語：Costacciaro），是意大利佩鲁贾省的一个市镇。总面积41.3平方公里，人口1306人，人口密度31.6人/平方公里（2009年）。ISTAT代码为054016。